# مايك بوش
مايك بوش (بالألمانية: Mike Busch)‏ (5 أبريل 1981 - ) هو لاعب كرة قدم ألماني في مركز الهجوم. لعب مع نادي بوخوم ونادي فولفسبورغ وVfL Bochum II ‏ ونادي إيجلسباخ ‏.

## وصلات خارجية
- مايك بوش على موقع بيانات كرة القدم. دي إي (الألمانية)